# 村上吉充 (3代)
村上 吉充（むらかみ よしみつ）は、15世紀後半の備後国の武将。因島村上氏の3代当主。新蔵人。吉光。義光。2代当主村上吉資の子で4代当主村上吉直、村上吉房の父。曽孫にあたる6代当主村上又三郎吉充と同名のため3代をつける。

## 因島村上文書に残る記録
周防守護大内氏、備後守護山名氏との交流が残っている。
年未詳12月、大内政弘は村上新蔵人(吉充)宛に、(吉充から)「久しく便りが無いのは慮外」として、特に用件が無くてもまめに連絡してくるよう求める書状が残っている。
1483年(文明15年)11月、「亀若丸」への譲状の中で「御屋形様へ余儀なく奉公」とあり、備後守護山名氏(当時は山名政豊)に従属する立場が基本と思われる。同状には御判地や私領の他に「札浦」を譲るとしている。札浦は通航する船に賦課する通行料を徴収する港のことであるとみられ、因島村上氏が航路の要地をおさえて周辺海域を支配下においていたことがうかがえる。